# Бесищево
Бесищево — деревня в Починковском районе Смоленской области России. Входит в состав Ленинского сельского поселения. Население — 71 житель (2007 год).
Расположена в центральной части области в 3 км к северо-востоку от Починка, в 500 м севернее автодороги Р96 Новоалександровский (А101) — Спас-Деменск — Ельня — Починок, на берегу реки Малиновка. В 5 км юго-западнее деревни расположена железнодорожная станция Починок на линии Смоленск — Рославль.

## История
В годы Великой Отечественной войны деревня была оккупирована гитлеровскими войсками в июле 1941 года, освобождена в сентябре 1943 года.